# Парасноуборд
Парасноуборд или адаптивный сноубординг — это изменённая версия сноуборда с правилами, оборудованием и техническими нормами, адаптированными для людей с физическими ограничениями, чтобы они имели возможность заниматься этим видом спорта на рекреационном и соревновательном уровне. В 2014 году включён в программу зимних Паралимпийских игр. 
Соревнования по парасноуборду проводятся для людей с физическими ограничениями: поражения позвоночника, церебральный паралич, ампутация или нарушение зрения. Судейство организовано по классам с учётом функциональных ограничений сноубордистов.

## История
Парасноубордисты из Канады и США впервые объединили усилия для развития вида спорта на международном уровне в 2006-м году, поставив перед собой цель сделать его паралимпийской дисциплиной. С этого времени началось его быстрое развитие. Первый Кубок Мира по адаптивному сноубордингу состоялся в марте 2008 года в Уистлере (Канада), а в Международном Кубке Мира сезона 2010—2011 уже принимали участие спортсмены 9 стран. Особенно сильный толчок к продвижению парасноуборда был дан в 2010-м году после подписания Меморандума о Взаимопонимании между Международным Паралимпийским Комитетом и Всемирной Федерацией Сноуборда, который включал такие области деятельности, как менеджмент, координирование соревнований, обучение и сертификация руководителей и классификаторов, освещение в СМИ. Итогом этого сотрудничества стало включение парасноуборд-кросса, как дисциплины горнолыжного спорта, в программу Паралимпийских Игр 2014 года в Сочи.

## Соревнования
Соревнования по парасноуборду проводятся на скорость в формате слингшот на трассе сноуборд-кросса (Para-SBX) и состоят из трёх одиночных заездов для каждого участника. Трасса используется такая же, как для соревнований здоровых сноубордистов регионального уровня. Формат слингшот Para-SBX — это комбинация гонок и элементов фристайла. Результат подсчитывается как сумма времени, показанного в двух лучших заездах, помноженного на коэффициент, соответствующий классу спортсмена. На основании финальных (скорректированных с помощью коэффициента) результатов определяются победители в трёх категориях — стоячие (STA), сидячие (SIT) и слабовидящие (VI), отдельно среди мужчин и среди женщин. В Сочи 2014 было разыграно два комплекта медалей — мужчины и женщины в категории стоячих спортсменов.

## Трасса
Перепад высот на трассе должен быть в пределах от 100 м до 240 м. Одни и те же трассы используются как в мужских, так и в женских заездах. Рекомендуемая протяжённость трассы по длине склона должна составлять от 400 до 600 метров, время прохождения трассы 40-70 секунд. Средний уклон — в среднем 14° — 18°. Ширина трассы — не менее 40 метров.
Идеальный склон для парасноуборд-кросса позволяет расположить на нём следующие фигуры:
— виражи (серповидной формы),
— двойные виражи,
— одиночные, двойные или тройные трамплинные роллы,
— переездные роллы (одиночные, двойные, тройные и т. п.),
— небольшие прыжки без трамплина. Прыжки с трамплина не разрешаются ни при каких условиях.
Могут быть построены и другие препятствия на трассе, но всегда с учётом безопасности спортсменов. Ни в коем случае не допускаются прыжки с ограниченным обзором зоны приземления. Препятствия должны быть построены таким образом, чтобы участники могли набирать скорость и не тормозить перед ними.
Если в соревнованиях принимают участие спортсмены с нарушением зрения, в целях безопасности необходимо создать альтернативный маршрут, установив ворота в обход потенциально опасных мест. Спортсмены с нарушением зрения пользуются помощью лидера, который должен всегда находиться впереди и отдавать команды по микрофону. Исключением может стать отрезок трассы между последними воротами и финишной линией, если сноубордист обгонит лидера.

## Классификация
Существует три основных категории парасноубордистов: стоячие, сидячие и слабовидящие спортсмены, которые разделены на классы, объединяющие спортсменов с примерно одинаковыми функциональными ограничениями. Классификация проводится согласно тем же критериям, которые применяются в горнолыжном спорте. Классификация спортсменов проводится специально подготовленными классификаторами Всемирной Федерации сноуборда (WSF)

### Категория стоячих спортсменов
- SB 1 — Глубокое поражение обеих ног. Двухсторонняя ампутация выше колена, либо слабость мышц максимум 35 баллов при норме 80 (SB1-1) или тяжёлая и средняя форма церебрального паралича (SB1-2)
- SB 2 — Глубокое поражение одной ноги: ампутация выше колена или по колену с вычленением коленного сустава; либо слабость мышц максимум 20 баллов при норме 40.
- SB 3 — Поражение двух ног. Двухсторонняя ампутация ниже колена, минимум через середину ступни. Либо слабость мышц максимум 60 баллов при норме 80 (SB3-1) или церебральный паралич (SB3-2)
- SB 4 — Поражение одной ноги: ампутация ниже колена, минимальная — через середину ступни или слабость мышц макс 30 баллов при норме 40, или неподвижный коленный или тазобедренный сустав.
- SB 5 — Поражение обеих рук. Двухсторонняя ампутация рук выше локтя (SB5-1), либо одной руки выше, другой ниже локтя (SB5-2), либо ампутация обеих рук ниже локтя, минимальная — через кисть (SB5-3). Или, во всех трёх подклассах — слабость мышц или дисмелия разной степени.
- SB 6 — ампутация или другие поражения в одной руке. Выше локтя (SB 6-1), либо ниже локтя (SB 6-2). Или слабость мышц различной степени или дисмелия в обоих подклассах.
- SB 9 — поражение одной верхней и одной нижней конечностей. Поражение руки и ампутация ноги выше колена (SB 9-1), или поражение одной руки и ампутация ноги ниже колена (SB 9-2).

### Категория сидячих спортсменов
- SB10 — Паралич обеих ног и отсутствие баланса туловища.
- SB11 — Частичный паралич обеих ног и частичное отсутствие баланса туловища.
- SB12 — Частичный паралич обеих ног и хороший баланс туловища.

### Спортсмены с нарушением зрения
Спортсмены с нарушением зрения классифицируются по общепринятым критериям:
- B1 — полное отсутствие зрения
- B2 — острота зрения от 20/60
- B3 — острота зрения от 20/60 до 6/60.